# Francis Hutcheson
Francis Hutcheson, född 8 augusti 1694 i Drumalig i County Down på Irland, död 8 augusti 1746 i Glasgow, var en skotsk filosof, professor i moralfilosofi vid University of Glasgow.
Hutcheson menade att det är vår känsla och våra sinnen som ger oss moralisk kunskap, inte förnuftet, och att människan bör eftersträva en utilitaristisk lyckomaximeringsprincip, "största möjliga lycka åt största möjliga antal". Han efterföljdes av den mer namnkunnige upplysningsfilosofen David Hume.